# Собор Святого Петра (Болонья)
Собор Святого Петра (итал. La cattedrale metropolitana di San Pietro — собор Святого Петра болонской метрополии) — является главным религиозным центром, материнской церковью (chiesa madre) архиепархии Болоньи. Расположен на улице Независимости (via Indipendenza), в самом сердце исторического центра города, недалеко от базилики Сан-Петронио и Аркиджинназио (старого здания Болонского университета).

## История и архитектура
Наиболее ранние упоминания о храме первоначально посвящённом святым первомученикам Наборре и Феличе относятся к IV веку. В 906 году церковь была уничтожена пожаром. На рисунке Джулиано да Сангалло, хранящемся в Ватиканской библиотеке, относящемся к баптистерию, который когда-то стоял в непосредственной близости от этого места, ясно читается центрическое здание типа октогона (восьмиугольное в плане) с четырьмя порталами, соответствующими сторонам света, и четырьмя апсидами, аналогично Баптистерию ариан построенному на рубеже V и VI веков в Равенне. Это привело к предположению, что баптистерий и спиральная колокольня (построенная таким образом, чтобы противодействовать господствующим ветрам) были частью утраченного комплекса, посвящённого культу ариан. Длина церкви составляла 57 метров, но пожар, вспыхнувший 1 августа 1141 года, повредил её настолько, что потребовалась полная реконструкция. Работы по реконструкции и расширению церкви были поручены магистру Альберту, и новый собор в романском стиле, был освящён папой Луцием III в 1184 году. Здание следовало типичному ломбардско-эмилианскому стилю романской архитектуры с трёхсторонним выступающим фасадом, тремя нефами, стрельчатыми арками, поддерживаемыми колоннами, и тремя апсидами, соответствующими трём нефам. Высота колокольни была увеличена с 31 метра до 40 метров.
В 1222 году церковь снова пострадала во время землетрясения, но была восстановлена мастером Вентура (из Кампионе или Комачино) в готическом стиле. При этом колокольня была значительно перестроена, а со стороны современной улицы Альтабелла устроены «Ворота Львов» (Porta dei Leoni). Л. Б. Альберти отмечал, что портал фасада был оформлен двумя скульптурами львов с каждой стороны из красного мрамора, из которых поднимались две колонны, заканчивающиеся аркой. Над ним, по сторонам были два теламона, изображавшие юношу и старика, сидящих согнувшись, с руками, опирающимися на скрещённые ноги, которые, в свою очередь, поддерживают витые колонны, заканчивающиеся ещё одной аркой. В люнете находилась скульптура (или рельеф?), по обе стороны которого располагались фигуры святых Петра и Павла.
В последующие годы маэстро Альберто добавил на фасаде окно «розу» (1252) и устроил новый главный алтарь (1261). В последующие века храм претерпел несколько изменений и расширений. В конце XIV века со стороны фасада пристроен портик.
Примерно с 1477 года в капелле Гарганелли собора работали феррарские художники Франческо дель Косса и Эрколе де Роберти; созданный ими цикл фресок оказал заметное влияние на таких художников, как Никколо дель Арка и Микеланджело (фрески были утрачены при перестройке собора, сохранился только фрагмент, который ныне хранится в Национальной пинакотеке Болоньи).
В 1582 году после организации Болонской архиепархии папа Григорий XIII присвоил храму достоинство «митрополичьей церкви» (chiesa metropolitana) — епископской резиденции с юрисдикцией над епископами и епархиями той же территории (решение о повышении статуса Болоньи принято Папой Григорием XIII 10 февраля 1582 года).
В 1575—1577 годах здание претерпело внутренние перестройки, начиная с апсиды и хора. Работы были поручены архитектору Доменико Тибальди, который построил главную колокольню и крипту, а затем Пьетро Фиорини. Однако в 1599 году обрушились своды церкви и многое пришлось делать сначала.
В 1613—1618 годах архитектор Никколо Донати (Niccolò Donati) оформил боковые нефы, а в 1621—1622 годах Джованни Баттиста Натали возвёл центральный неф, высота свода которого сопоставима с высотой центрального нефа ватиканского собора Святого Петра. В период между 1743 и 1755 годами Альфонсо Торреджани завершил строительство, воздвигнув две колокольни и новый фасад по воле папы Бенедикта XIV, сохранявшего за собой титул архиепископа Болоньи.
Окончательно храм был перестроен в начале XVII века по проекту Джованни Мадзенты и Никколо Донати в неоготическом стиле. В ходе работ «Ворота Львов» были снесены. Сохранился лишь один из теламонов с витой колонной в капелле внутри собора и два льва, используемые в качестве ступней. Интерьер был окончательно устроен между 1743 и 1747 годами в стиле классицизма под руководством архитектора Альфонсо Торреджани.
В настоящее время собор остаётся действующим, службы проводятся по будничным и праздничным дням, в том числе на латинском языке.

## Интерьер собора и музей
Интерьер собора представляет собой огромное пространство длиной 89,60 м и шириной 42,89 м перекрытое цилиндрическим сводом с люнетами  и разделённое на три нефа. Главный неф шириной 25 м, почти равный ватиканской базилике Святого Петра, светлый из-за семи больших окон, три на правой стене, три на левой, и одно на контрфасаде. Боковые нефы узкие и тёмные, около 5 м в ширину. Богатый облицовкой пол был уложен между 1902 и 1905 годами по проекту Сильвио Гордини. Контрфасад, спроектированный Торреджани между 1743 и 1747 годами, представляет подобие портала, украшенного статуями.
В храме имеются росписи Просперо Фонтана (1579), Лодовико Карраччи (1618), Маркантонио Франческини (1728) и Донато Крети (1740), а также скульптурные группы, в том числе «Оплакивание Христа» Альфонсо Ломбарди (1522—1527).
Из левого нефа собора можно пройти в несколько залов, занятых музеем. «Сокровищница собора» (Tesoro della Cattedrale) была открыта для посетителей в 2000 году по случаю юбилейного года христианской церкви, но имела такой успех у посетителей, что было принято решение сделать экспозицию постоянной. В музее представлены предметы религиозной утвари, подаренные храму в разное время, в том числе папой Бенедиктом XIV и Григорием XV, а также иконы, картины и статуи.

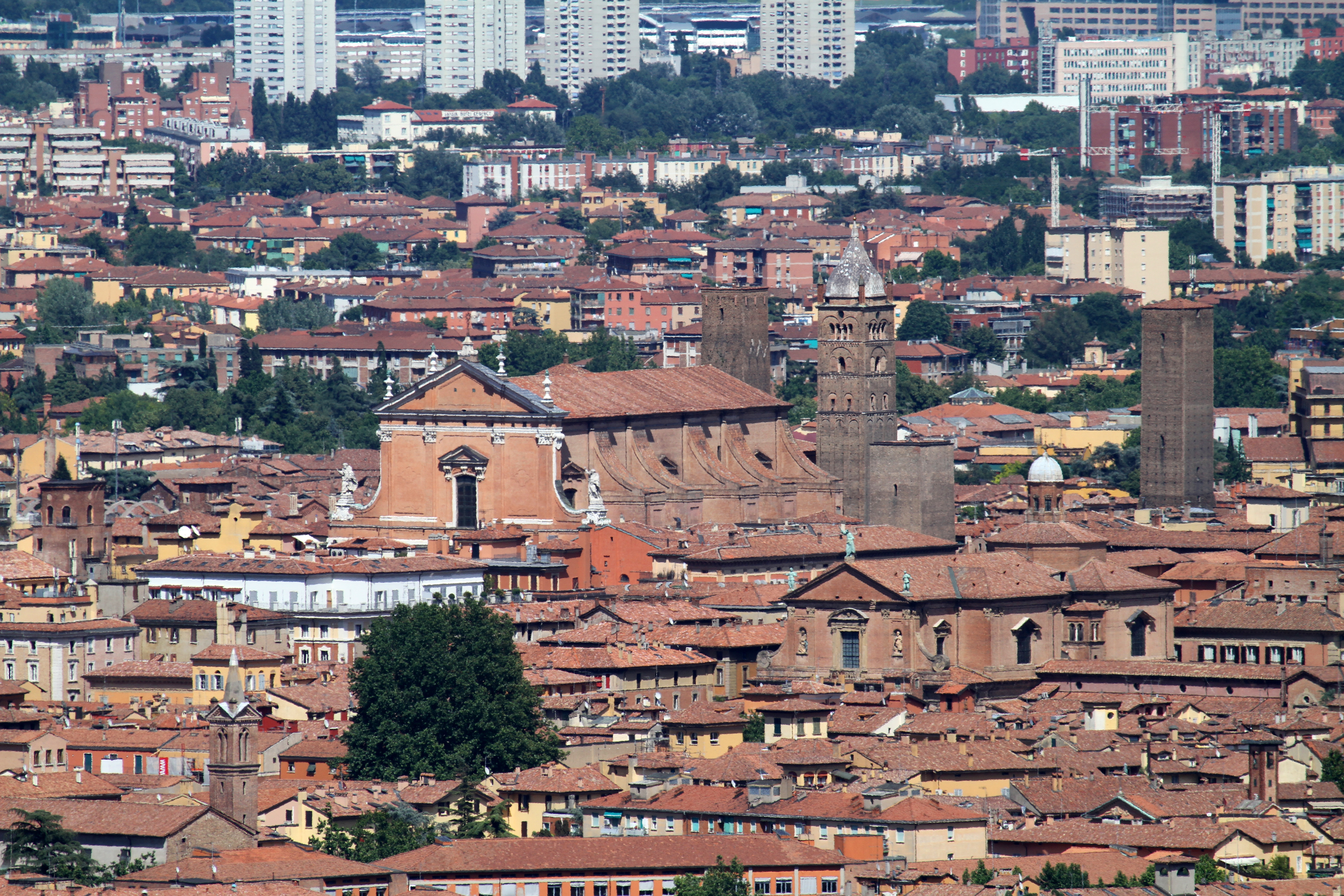
Общий вид на собор. Видна колокольня XIII века с куполом, левее от неё башня Короната (иначе Прендипарте, XI век), правее колокольни — башня Альбелла (или Адзогуиди, XI век).
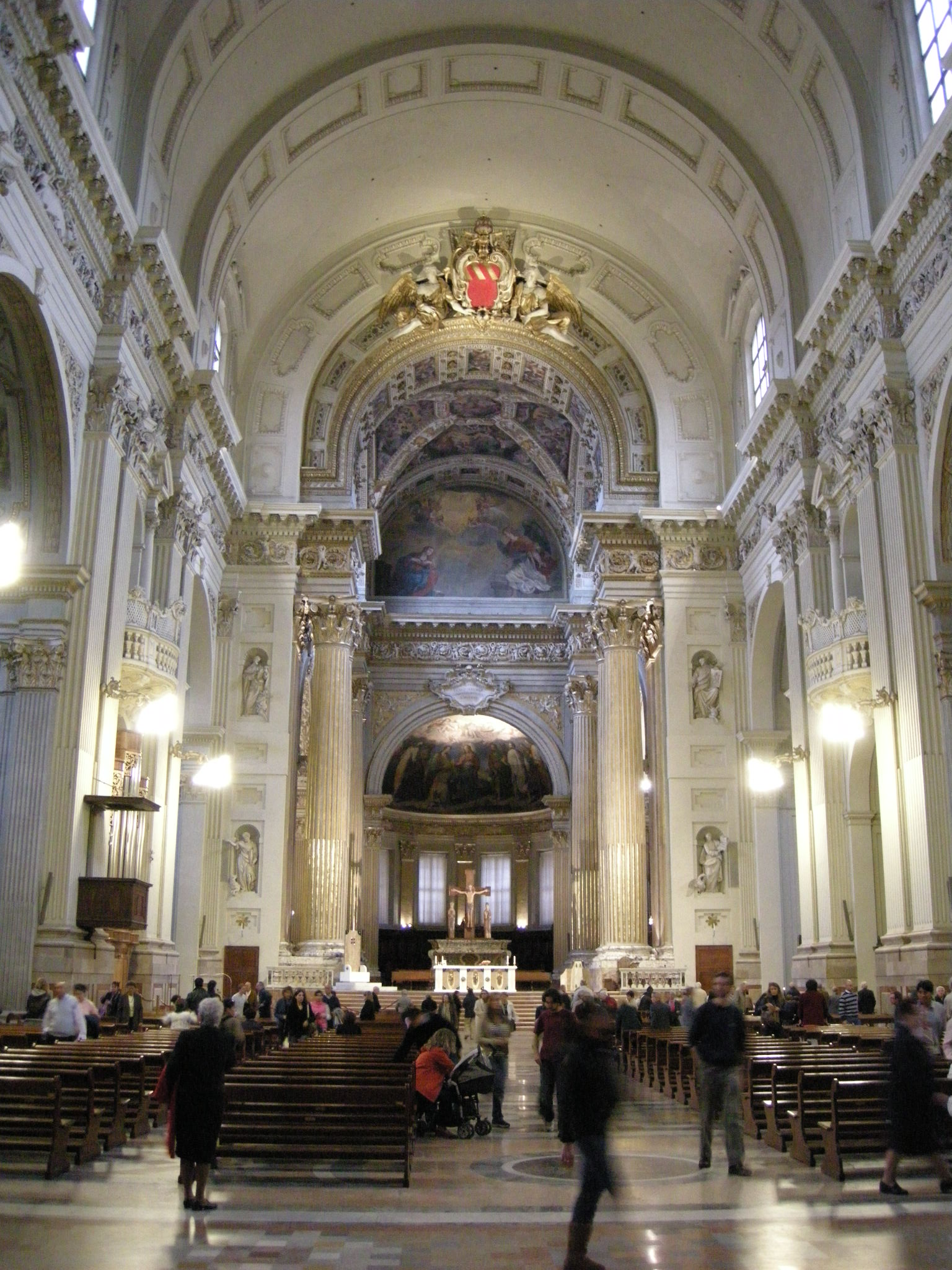
Центральный неф собора.
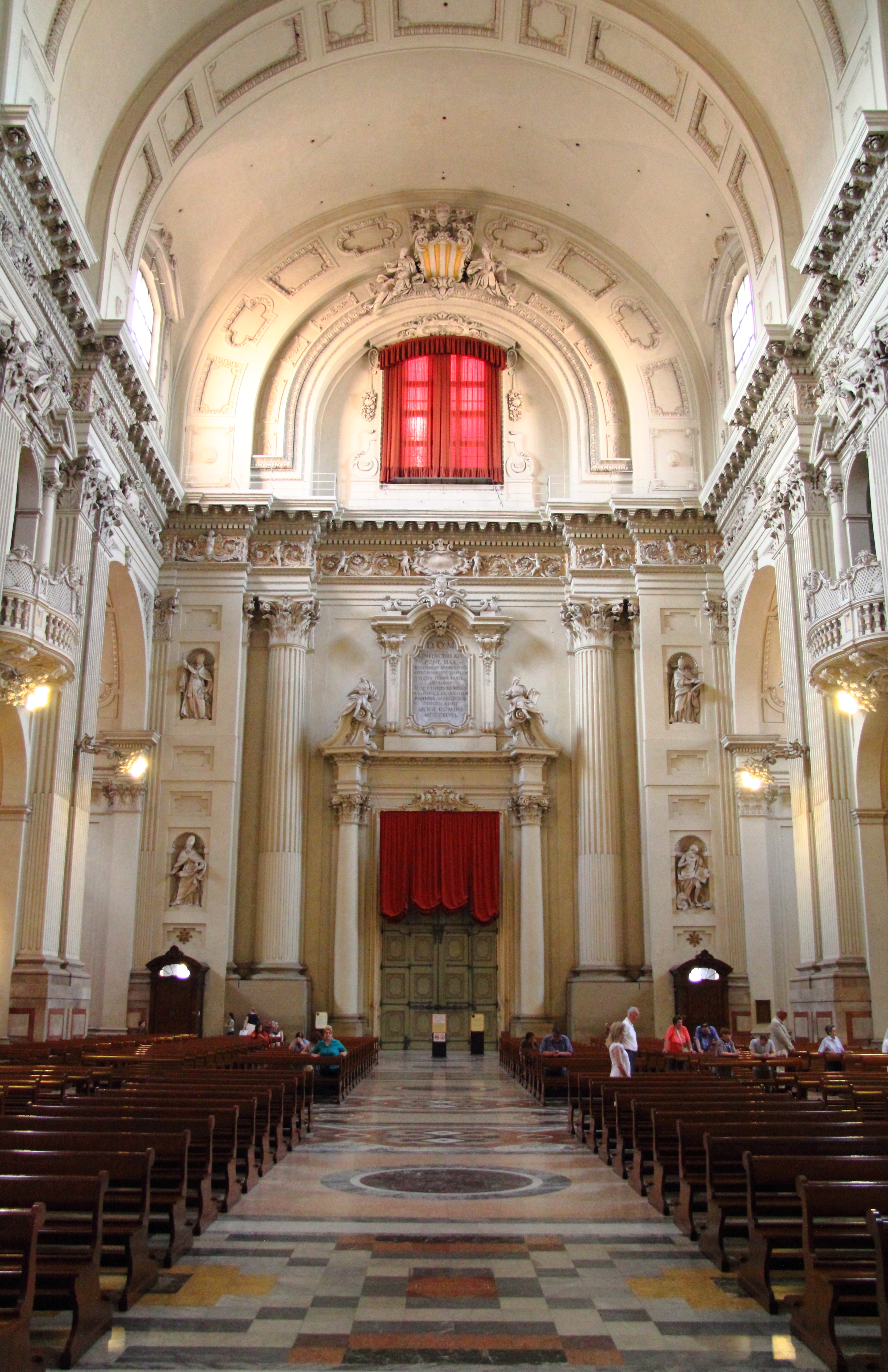
Контрфасад
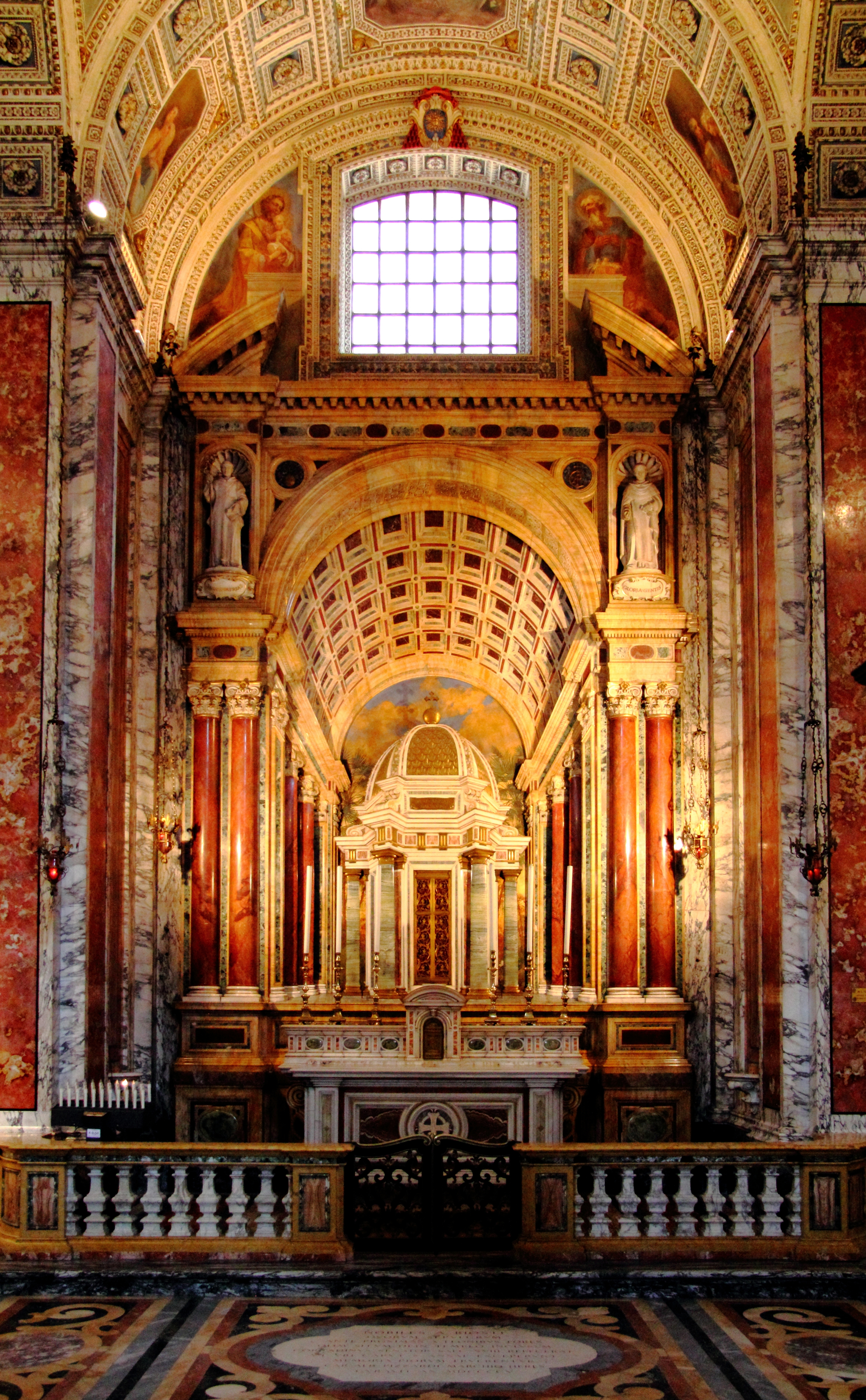
Боковая капелла
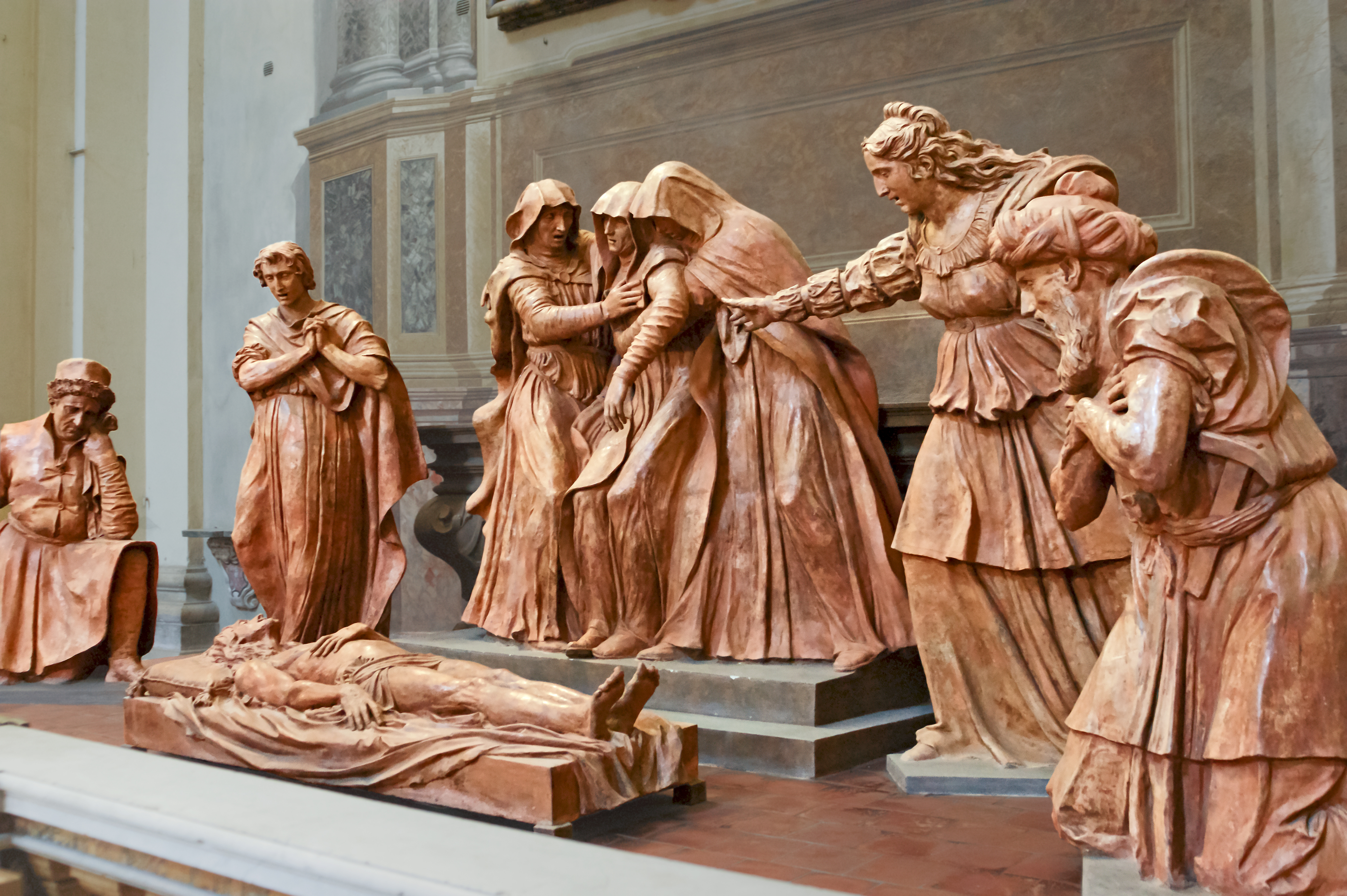
А. Ломбарди. Оплакивание Христа. 1522—1526. Терракота
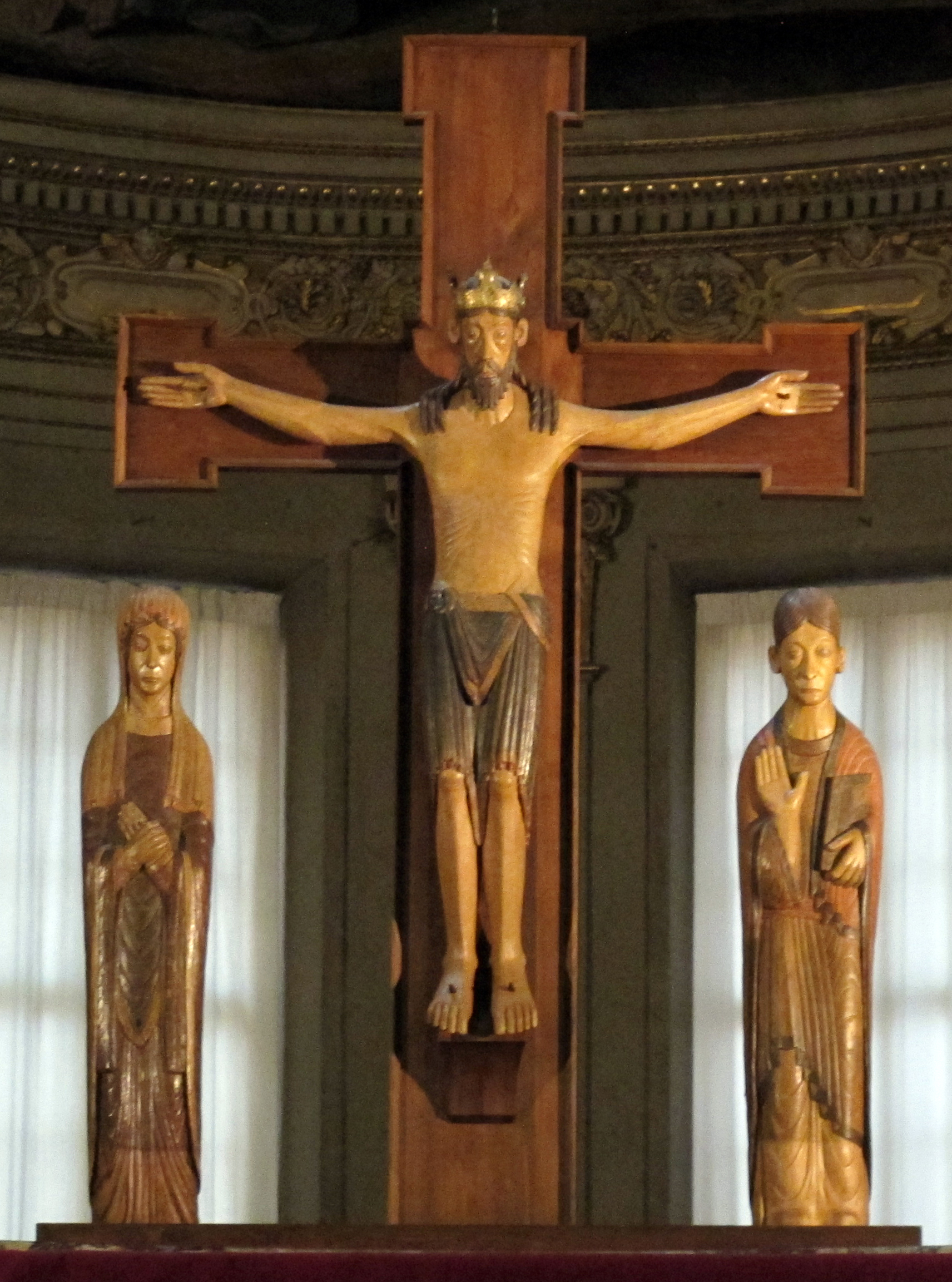
Распятие. Главный алтарь. XIII в. Дерево, роспись
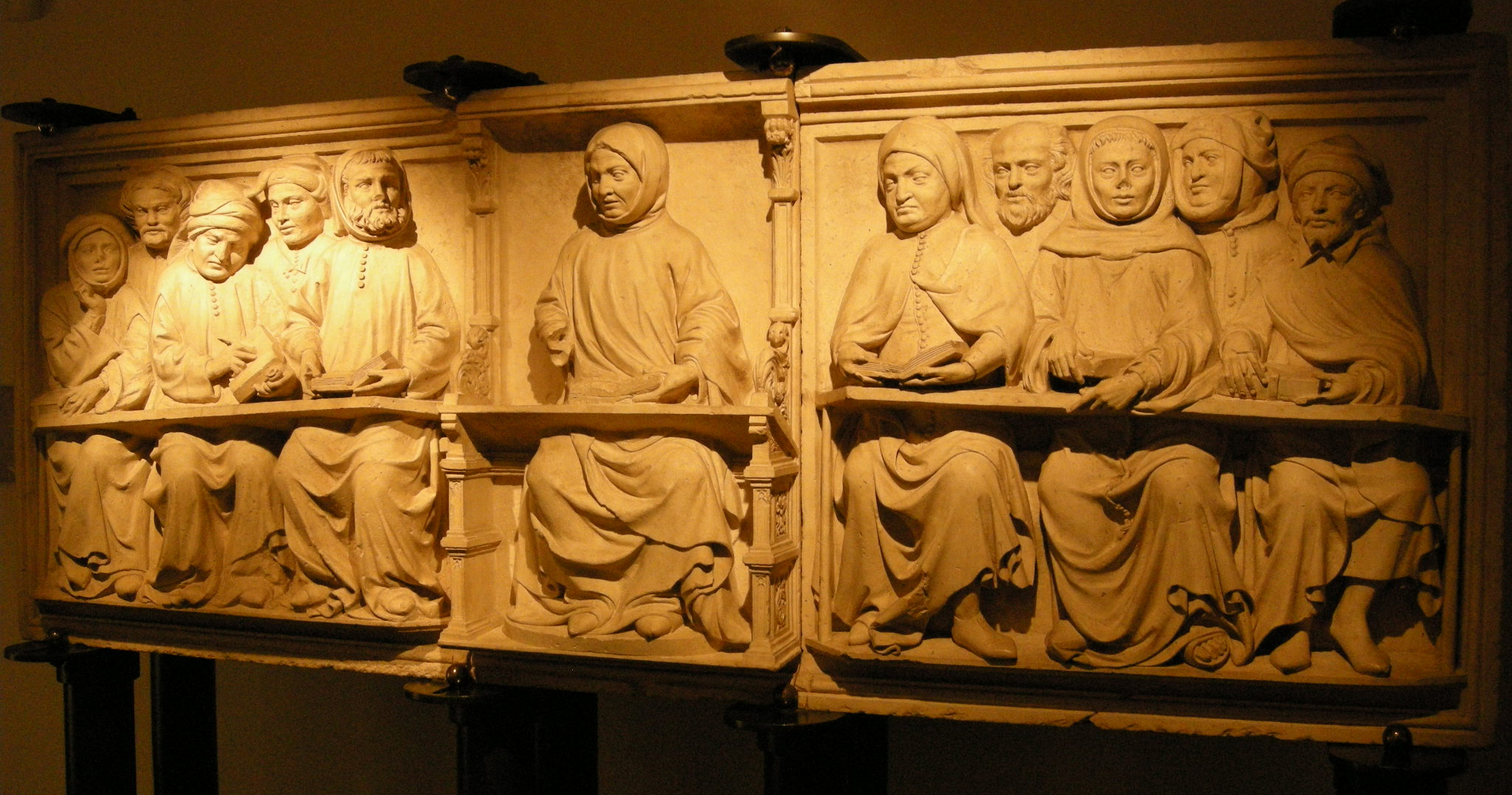
Паоло ди Бонайуто. Саркофаг Лоренцо Пини. Ок. 1397. Мрамор. Музей собора
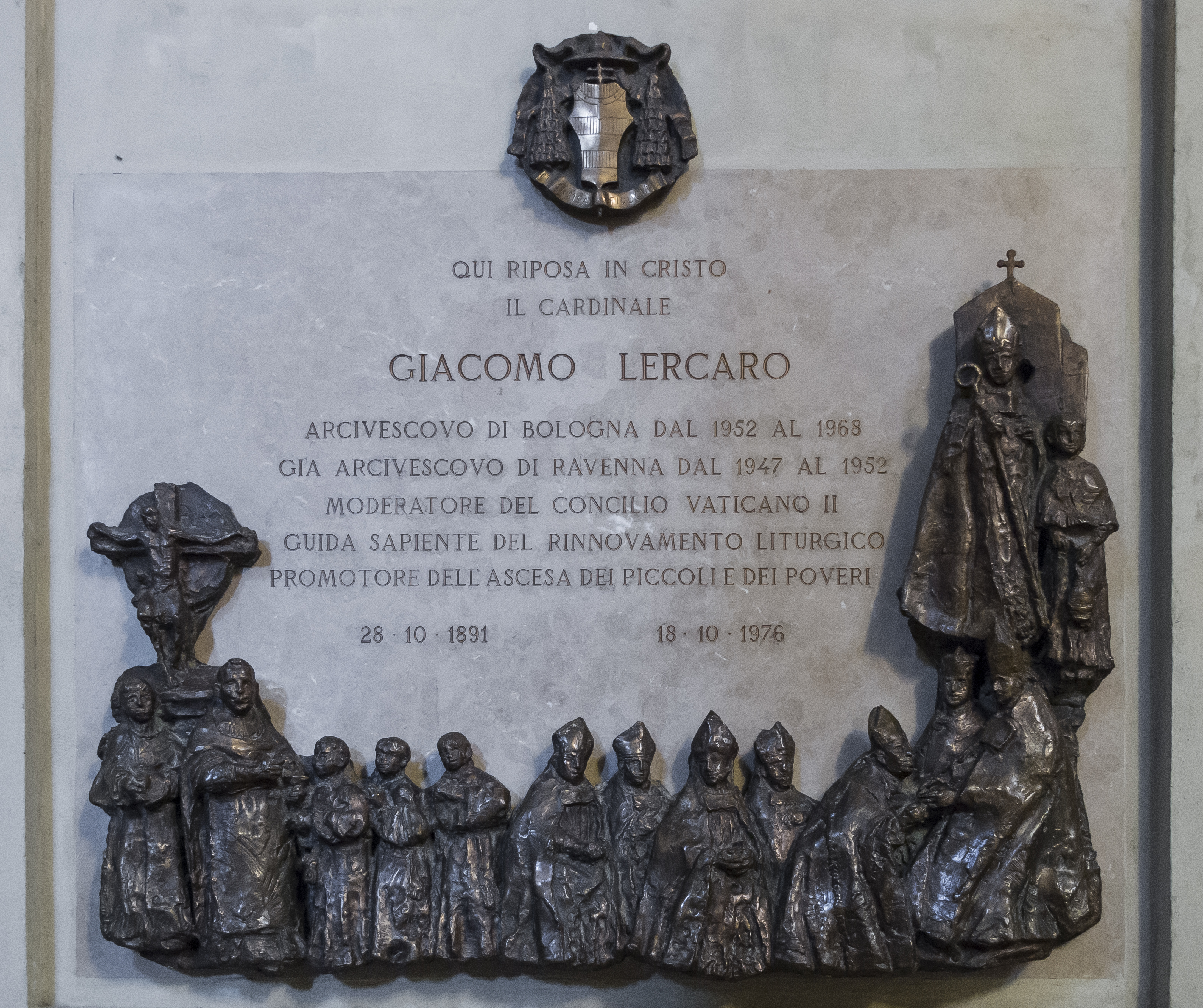
Надгробие на кардинала Джакомо Леркаро